# انتخابات رئاسية جزائرية
تعتبر الانتخابات الرئاسية الجزائرية ظاهرة ديمقراطية وممارسة حضارية لتأكيد حرية الفرد في اختيار من يراه مناسب لتمثليه في السلطة. وعليه فإن هذه الأخيرة تعد مؤشرا قويا باحترام الديمقراطية، حيث أصبح مطلب إجراء انتخابات حرة ونزيهة من المطالب التي تسعى الدولة الجزائرية لتحقيقه باعتباره معياراً لمدى ديموقراطيتها.

## 16 نوفمبر1995
.
وهي أول انتخابات تعددية تجرى في الجزائر، وترشح فيها:
| اسم المرشح       | الحزب                              |
| ---------------- | ---------------------------------- |
| اليمين زروال     | مرشح حر                            |
| محفوظ نحناح      | حركة مجتمع السلم                   |
| السعيد سعدي      | التجمع من أجل الثقافة والديمقراطية |
| نور الدين بوكروح | حزب التجديد الجزائري               |

وقد ربح بهذه الانتخابات اليمين زروال بحصوله على نسبة 61% من إجمالي الأصوات.

## 1998
كانت نسبة الناخبين 60.25% من إجمالي المسجلين. وكانت نتيجة الانتخابات كالتالي:
| اسم المرشح           | الحزب                 | نسبة أصوات الناخبين |
| -------------------- | --------------------- | ------------------- |
| عبد العزيز بوتفليقة  | مرشح التحالف          | 73.79%              |
| أحمد طالب الإبراهيمي |                       | 12.53%              |
| عبد الله جاب الله    | حركة الإصلاح الوطني   | 3.95%               |
| حسين آيت أحمد        | جبهة القوى الاشتراكية | 3.17%               |
| مولود حمروش          |                       | 3.00%               |
| مقداد سيفي           |                       | 2.24%               |
| يوسف الخطيب          |                       | 1.22%               |

وقد كان المرشحين عدى بوتفليقة قد اتهموا الحكومة بالتزوير وذلك قبل الانتخابات، وأعلنوا انسحابهم عشية يوم الانتخابات.

## 8 أبريل2004
كانت نسبة الناخبين 58.07% ويقدر عددهم ب10,508,777 من أصل 18,097,255 مسجلين، وقدر عدد الأوراق الملغاة ب329,075. وكانت النتيجة النهائية:
| اسم المرشح          | الحزب                              | نسبة أصوات الناخبين | عدد الأصوات |
| ------------------- | ---------------------------------- | ------------------- | ----------- |
| عبد العزيز بوتفليقة | مرشح حر                            | 84.99%              | 8651723     |
| علي بن فليس         | مرشح حر                            | 6.42%               | 643951      |
| عبد الله جاب الله   | حركة الإصلاح الوطني                | 5.02%               | 511526      |
| سعيد سعدي           | التجمع من أجل الثقافة والديمقراطية | 1.94%               | 197111      |
| لويزة حنون          | حزب العمال                         | 1.00%               | 101630      |
| علي فوزي رباعين     | عهد 54                             | 0.63%               | 63761       |

وقد اتهم علي بن فليس وسعدي وجاب الله الحكومة بتزوير الانتخابات الرئاسية، وأعلنت منظمة الامن والتعاون الأوروبي أنها لم ترَ أي تزوير في سير الانتخابات.
انظر أيضًا:
- الانتخابات الجزائرية - الجزيرة
- إعلان رسمي - بالفرنسية

## 9 أبريل2009
كانت نسبة الناخبين 74.11% ويقدر عددهم ب15,351,305 من أصل 20,595,683 مسجلين، وقدر عدد الأوراق الملغاة 1,042,727 ورقة. وكانت النتيجة النهائية:
| اسم المرشح          | الحزب               | نسبة أصوات الناخبين | عدد الأصوات |
| ------------------- | ------------------- | ------------------- | ----------- |
| عبد العزيز بوتفليقة | مرشح حـر            | 90.24%              | 12911705    |
| لويزة حنون          | حزب العمال          | 4.22%               | 604258      |
| موسى تواتي          | الجبهة الوطنية      | 2.31%               | 330570      |
| محمد جهيد يونسي     | حركة الإصلاح الوطني | 1.37%               | 176674      |
| علي فوزي رباعين     | عهد 54              | 0.93%               | 133129      |
| محمد السعيد         | مرشح حرّ             | 0.92%               | 132242      |

## 17 أبريل2014
في 02 فبراير 2014 لأول مرة في انتخابات رئاسية جزائرية وعربية قارب عدد المترشحون حوالي 100 مترشح والذين سحبو استمارات التوقيعات ال 84 مترشح 
23 فبراير 2014 ترشح رئيس البلاد الذي وصلت عهدته الثالثة للنهاية لعهدة أخرى رابعة وسط نقاش حاد في المجتمع السياسي والشارع الجزائري 
انطلقت الحملة الانتخابية يوم 23 مارس 2014 و انتهت يوم 13 أفريل 2014 عند منتصف الليل وشارك أكثر من 22 مليون ناخب جزائري في هذه الحملة فاز فيها عبد العزيز بوتفليقة بعهدة رابعة 
| اسم المرشح          | الحزب                    | نسبة أصوات الناخبين | عدد الأصوات |
| ------------------- | ------------------------ | ------------------- | ----------- |
| عبد العزيز بوتفليقة | مرشح التحالف             | 81.53%              | 8٬130٬398   |
| علي بن فليس         | مرشح حر                  | %12.18              | 1٬244٬918   |
| عبد العزيز بلعيد    | جبهة المستقبل            | %3.36               | 343٬624     |
| موسى تواتي          | الجبهة الوطنية الجزائرية | %0.56               | 57٬590      |
| لويزة حنون          | حزب العمال               | %1.37               | 140٬253     |
| علي فوزي رباعين     | عهد 54                   | %0.99               | 10٬146      |